# Harriot (cràter)

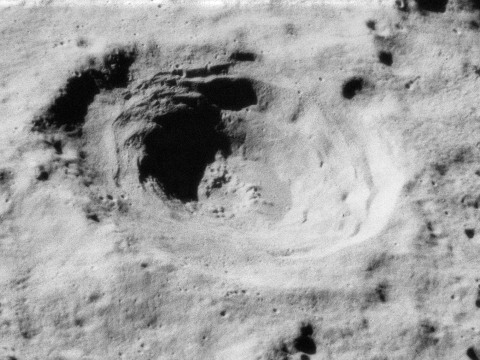
Fotografia presa per la missió Apol·lo 16

Harriot és un cràter d'impacte que es troba a la cara oculta de la Lluna, just al nord del cràter Seyfert, molt més gran. Al nord-est de Harriot s'hi troba el cràter Cantor. Al voltant d'una distància d'un diàmetre i mig al nord de Harriot apareix l'extrem oriental d'una cadena de cràters anomenada Catena Sumner. Aquest element es prolonga a l'oest-nord-oest al llarg de 247 km, passant al nord del cràter Sumner.
Es tracta d'una formació de doble cràter, amb un impacte més recent i de menor grandària (el cràter satèl·lit Harriot B) situat en el sector interior nord-est d'un costat exterior més antic i erosionat. El cràter intern ocupa gairebé tres quartes parts del diàmetre del cràter. Aquest element interior té una vora ben definida, encara que amb les parets interiors una mica inestables, i un petit pic central. La vora exterior de Harriot està desgastat i erosionat, amb un perfil arrodonit producte d'una història d'impactes posteriors.

## Cràters satèl·lit
Per convenció, aquests elements s'identifiquen als mapes lunars col·locant la lletra al costat del punt central del cràter més pròxim a Harriot.
|         | \| Harriot \| Coordenades \| Diàmetre \| \| ------- \| -------------------------------------- \| -------- \| \| A \| 35° 36′ N, 114° 54′ E / 35.6°N,114.9°E \| 63 km \| \| B \| 33° 24′ N, 114° 30′ E / 33.4°N,114.5°E \| 37 km \| \| W \| 35° 00′ N, 111° 42′ E / 35.0°N,111.7°E \| 39 km \| \| X \| 35° 00′ N, 113° 00′ E / 35.0°N,113.0°E \| 24 km \| |          |
| Harriot | Coordenades | Diàmetre |
| A       | 35° 36′ N, 114° 54′ E / 35.6°N,114.9°E | 63 km    |
| B       | 33° 24′ N, 114° 30′ E / 33.4°N,114.5°E | 37 km    |
| W       | 35° 00′ N, 111° 42′ E / 35.0°N,111.7°E | 39 km    |
| X       | 35° 00′ N, 113° 00′ E / 35.0°N,113.0°E | 24 km    |